# Celama lechriotropa
Celama lechriotropa är en fjärilsart som beskrevs av Turner 1944. Celama lechriotropa ingår i släktet Celama och familjen trågspinnare. Inga underarter finns listade i Catalogue of Life.